# ザ サイプレス メルキュールホテル名古屋
ザ･サイプレス メルキュールホテル名古屋（ザ・サイプレス メルキュールホテルなごや）は、愛知県名古屋市名駅にあるホテル。国際的ホテルチェーンのアコーホテルズの1つである。運営はナカモの関連会社であるナカモサンルート。

## 特徴
1992年（平成4年）10月4日、宿泊特化型の小型高級ホテルを目指して「ホテルセンチュリーハイアット名古屋」として開業。小田急グループの事業再編により2000年（平成12年）3月31日をもって閉鎖され、ホテルサンルート名古屋やサイプレスガーデンホテルを運営するナカモサンルートが経営権を取得し、「ホテル・ザ・サイプレス」へ改称。
その後、海外からの高級ホテルユーザーの集客のためアコーホテルズと提携し、「ソフィテル・ザ・サイプレス名古屋」にリブランド。
しかし、2011年4月より最高級クラスのソフィテルからミドルクラスであるメルキュールにブランド変更され、「ザ･サイプレス メルキュールホテル名古屋」に改称した。これにより日本から「ソフィテル」ブランドは消滅した。

## 所在地
愛知県名古屋市中村区名駅2-43-6 

## アクセス
- JR / 名鉄 / 近鉄 / 地下鉄「名古屋駅」下車、徒歩で約5分。